# Miracema do Tocantins (microregio)
Miracema do Tocantins is een van de acht microregio's van de Braziliaanse deelstaat Tocantins. Zij ligt in de mesoregio Ocidental do Tocantins en grenst aan de microregio's Araguaína, Jalapão, Porto Nacional, Rio Formoso en Conceição do Araguaia (PA). De gemeenschappelijke westgrens van microregio en deelstaat wordt gevormd door de Araguaia. De microregio heeft een oppervlakte van ca. 34.722 km². In 2006 werd het inwoneraantal geschat op 145.535.
Vierentwintig gemeenten behoren tot deze microregio:
- Abreulândia
- Araguacema
- Barrolândia
- Bernardo Sayão
- Brasilândia do Tocantins
- Caseara
- Colméia
- Couto de Magalhães
- Divinópolis do Tocantins
- Dois Irmãos do Tocantins
- Fortaleza do Tabocão
- Goianorte
- Guaraí
- Itaporã do Tocantins
- Juarina
- Marianópolis do Tocantins
- Miracema do Tocantins
- Miranorte
- Monte Santo do Tocantins
- Pequizeiro
- Presidente Kennedy
- Rio dos Bois
- Tupirama
- Tupiratins

Mesoregio's: Ocidental do Tocantins · Oriental do Tocantins

Microregio's: Araguaína · Bico do Papagaio · Dianópolis · Gurupi · Jalapão · Miracema do Tocantins · Porto Nacional · Rio Formoso